# Tres Cañadas
Tres Cañadas är en ort i Mexiko.   Den ligger i kommunen Omitlán de Juárez och delstaten Hidalgo, i den sydöstra delen av landet, 100 km nordost om huvudstaden Mexico City. Tres Cañadas ligger 2 642 meter över havet och antalet invånare är 213.
Terrängen runt Tres Cañadas är lite bergig. Runt Tres Cañadas är det ganska tätbefolkat, med 58 invånare per kvadratkilometer. Närmaste större samhälle är Pachuca de Soto, 15,5 km väster om Tres Cañadas. I omgivningarna runt Tres Cañadas växer i huvudsak blandskog.